# Peribona
Peribona is een geslacht van vlinders uit de familie van de grasmotten (Crambidae). De wetenschappelijke naam van dit geslacht is voor het eerst voorgesteld door Pieter Snellen in een publicatie uit 1895.
Dit geslacht is monotypisch, dat wil zeggen dat het maar één soort heeft namelijk Peribona venosa (Butler, 1889).